# Козлова, Марина Валерьевна
Марина Валерьевна Козлова (род. 2 ноября 1964 г.) — украинская писательница, поэтесса, методолог.

## Биография
Родилась в 1964 году во Львове.
В 1990 окончила Литературный институт имени М. Горького (отделение поэзии) и игротехническую школу Межрегиональной методологической ассоциации (Москва).
В 1984—1990 годах — вожатый «Артека». В начале 90-х с группой коллег открыла в Ялте Крымский гуманитарный колледж, в течение ряда лет была его ректором. Участвовала в ряде проектов, связанных с лагерем.
Автор пяти книг прозы: повести «Арборетум» (1994), романов «Бедный маленький мир» (2010), «Пока мы можем говорить» (2013), «Все пространства и все времена» (2019), «Слева от Африки» (2019). С 1985 года — большое количество поэтических публикаций в периодике; в 2012 году издан поэтический сборник «Начало речи» (2012).
В 2000—2005 годах главный редактор проекта «Уличное телевидение». Работала в Киевском институте проблем управления имени Горшенина.
Занимается управленческим консультированием, разработкой и проведением бизнес-тренингов, консультированием образовательных структур, повышением квалификации работников системы образования и внешкольной педагогики, инновационными медиа-проектами. Член экспертного совета Госкино Украины.

## Прозаические произведения
- 1994 — «Арборетум», повесть. Киев, Издательский дом Дмитрия Бураго, 2005.
- 2010 — «Бедный маленький мир», роман. Москва, АСТ, 2010.
- 2013 — «Пока мы можем говорить», роман. Москва, АСТ, 2013.
- 2019 — «Все пространства и все времена», роман. Киев, ФЛП Панов А.Н., 2019.
- 2019 — «Слева от Африки», роман. Москва: Эксмо, 2019.